# Јерузал
Јерузал (пољ. Jeruzal) је село у Пољској које се налази у војводству Лођ у повјату Скјерњевицком у општини Ковјеси. Налази се у средини земље, око 70 km југозападно од Варшаве.
Налази се на реци Хојнатка (приток Равки).
Број становника је око 240.
Основан у XIII веку.
Од 1975. до 1998. године ово насеље се налазило у Скјерњевицком војводству.